# Flateby (Noorwegen)
Flateby is een plaats in de Noorse gemeente Enebakk, fylke Akershus. Flateby telt 3390 inwoners (2007) en heeft een oppervlakte van 1,73 km².